# 早期栽培
早期栽培（そうきさいばい）とは、普通期栽培よりも早い時期に収穫する作型である。
早期栽培の代表的な作物は、イネやムギなどの穀類である。水稲の早期栽培技術は、昭和37年版科学技術白書によると、昭和28年頃に既に完成したことが報告されている。その後西日本を中心に普及し、今日の水稲うるち米の全生産量に占める早期栽培の割合は2〜3割に達しているとされる。

## 早期栽培の目的
西日本で水稲早期栽培を行う主な目的は、台風による被害を受ける前に収穫を済ませることにある。普通栽培ではイネの出穂期から登熟期が台風の来襲する時期と重なるので、強風や長雨により倒伏したり日照不足となって充分な登熟が行われず、収穫量が減少するという心配がつきまとう。早期栽培ではおおむね8月中に収穫が完了するため、台風による被害を受けにくく、安定した収穫を期待することができる。
また、普通期栽培よりも早く収穫できるということは、収穫後の田んぼで秋ソバなど、従来は栽培時期が重なるため無理とされた他の作物の栽培が可能となることを意味する。同じ土地からより多くの農産物を生産するという、土地の有効活用（高度利用）を図ることに役立つ。

## 作型による成育の違い
鹿児島県における水稲栽培の場合の例を以下に示す。

### 早期栽培
- 田植期：4月
- 収穫期：8月

### 普通期栽培
- 田植期：6月
- 収穫期：10月

## 早期栽培の問題点
水稲の早期栽培では、いもち病が発生しやすいという指摘がある。いもち病の影響が実際には少ないのは、農薬の使用によるところが大きい。早期栽培が有効な栽培法であるのは、現代の水稲栽培が農薬の使用を前提としていることと深いつながりがある。
また、苗の移植時期、あるいは出穂期前後に冷害を受ける危険を伴うため、早期栽培向けの冷害に強い品種育成も必要となっている。
今日の日本国内での普通期栽培では、10月中旬の収穫が標準的である。11月が収穫の最盛期であった第2次世界大戦以前と比較すれば、1月も栽培時期が繰り上がっているわけである。その意味で、今の普通期栽培でさえ、当時の基準から見れば十分早期栽培に当たると考えることができる。